# Gastrotheca plumbea
La granota marsupial bromelícola (Gastrotheca plumbea) és una espècie de granota de la família Amphignathodontidae. És endèmica de l'Equador. El seu hàbitat natural inclou montans tropicals o subtropicals secs, tundra i zones prèviament boscoses ara molt degradades. Està amenaçada d'extinció per la pèrdua del seu hàbitat natural.